# Hymedesmia baculifera
Hymedesmia baculifera är en svampdjursart som först beskrevs av Topsent 1901.  Hymedesmia baculifera ingår i släktet Hymedesmia och familjen Hymedesmiidae. Utöver nominatformen finns också underarten H. b. australiensis.